# Vietnam's Next Top Model (mùa 1)
Vietnam's Next Top Model – Người mẫu Việt Nam 2010 là mùa đầu tiên được ra mắt lần đầu vào tháng 9 năm 2010 của truyền hình Việt Nam, được sản xuất dựa theo bản quyền của CBS Studio và thuộc hệ thống thương hiệu truyền hình quốc tế Top Model. Chương trình ra mắt từ đầu tháng 9/2010 cho đến tháng 12/2010 với 16 số phát sóng mỗi tối thứ năm lúc 20:00; đây là chương trình thay thế cho Song ca cùng thần tượng. Tập cuối và cũng là đêm chung kết được truyền hình trực tiếp trên kênh VTV3, khi đó, ba thí sinh cuối cùng của cuộc thi tranh tài trực tiếp trên một sân khấu quy mô với sự chứng kiến của đông đảo khán giả.
Giống như phiên bản gốc, chương trình được dẫn dắt bởi một vị chủ khảo đồng thời là người dẫn chương trình. Hội đồng giám khảo gồm có siêu mẫu Hà Anh (dẫn chương trình), cựu người mẫu, diễn viên Đức Hải và nhà thiết kế Huy Võ.
Mùa thi đầu tiên bao gồm 15 thí sinh nữ có độ tuổi từ 18-25 và chiều cao tối thiểu là 1m65. Sau vòng tuyển chọn tháng 6 và tháng 7, họ chuyển đến Thành phố Hồ Chí Minh để cùng chung sống trong một ngôi nhà.
Người chiến thắng nhận được một hợp đồng người mẫu độc quyền trị giá $50.000, tham gia đào tạo tại Mỹ và xuất hiện trên trang bìa của Her World...
Quán quân của mùa đầu tiên là Trang Khiếu đến từ Bắc Giang

## Các tập phát sóng

### Tập 1
Ngày phát sóng: 30 tháng 9 năm 2010
- Nhiếp ảnh gia: Kevin Freeman

### Tập 2
Ngày phát sóng: 7 tháng 10 năm 2010
- Nhiếp ảnh gia: Kevin Freeman

### Tập 3
Ngày phát sóng: 14 tháng 10 năm 2010
- Bức ảnh đẹp nhất: Thu Hiền
- Top nguy hiểm: Bích Trâm, Bảo Trân, Quý Dung & Huyền Trang
- Thí sinh bị loại: Bích Trâm, Bảo Trân, Quý Dung
- Nhiếp ảnh gia: Nguyễn Long

### Tập 4
Ngày phát sóng: 21 tháng 10 năm 2010
- Bức ảnh đẹp nhất: Thu Hiền
- Top nguy hiểm: Thanh Hương & Hoài Thương & Thu Thủy
- Thí sinh bị loại: Thanh Hương & Hoài Thương
- Nhiếp ảnh gia: Freedom
- Giám khảo khách mời: Lê Quốc Tuấn

### Tập 5
Ngày phát sóng: 28 tháng 10 năm 2010
- Bức ảnh đẹp nhất: Thu Thủy
- Top nguy hiểm: Thu Thùy & Phạm Hương
- Thí sinh bị loại: Thu Thùy
- Nhiếp ảnh gia: Kevin German
- Giám khảo khách mời: Randy Dobson, Kevin German

### Tập 6
Ngày phát sóng: 4 tháng 11 năm 2010
| Thí sinh    | Môn thể thao   |
| ----------- | -------------- |
| Diệp Anh    | Sport aerobics |
| Thanh Hằng  | Cầu lông       |
| Thu Hiền    | Taekwondo      |
| Thanh Hoa   | Múa lụa        |
| Giáng Hương | Nhảy xa        |
| Phạm Hương  | Muay Thái      |
| Tuyết Lan   | Bóng đá        |
| Hoàng Oanh  | Nhảy cao       |
| Mỹ Phương   | Nhảy dây       |
| Thu Thủy    | Điền kinh      |
| Huyền Trang | Kickboxing     |
| Thu Trang   | Thể dục tự do  |

- Bức ảnh đẹp nhất: Thanh Hoa
- Top nguy hiểm: Thanh Hằng & Hoàng Oanh
- Thí sinh bị loại: Thanh Hằng
- Nhiếp ảnh gia: David Dougan
- Giám khảo khách mời: Randy Dobson, Boma Sandra, David Dougan

### Tập 7
Ngày phát sóng: 11 tháng 11 năm 2010
- Bức ảnh đẹp nhất: Thu Hiền
- Top nguy hiểm: Thu Thủy & Hoàng Oanh
- Thí sinh bị loại: Hoàng Oanh
- Nhiếp ảnh gia: Kevin German
- Giám khảo khách mời: Hà Trương, Donia, Kevin German

### Tập 8
Ngày phát sóng: 18 tháng 11 năm 2010
- Bức ảnh đẹp nhất: Thu Trang
- Top nguy hiểm: Diệp Anh & Phạm Hương
- Thí sinh bị loại: Diệp Anh
- Nhiếp ảnh gia: David Dougan
- Giám khảo khách mời: Trần Nguyễn Thiên Hương, David Dougan

### Tập 9
Ngày phát sóng: 25 tháng 11 năm 2010
- Bức ảnh đẹp nhất: Giáng Hương
- Top nguy hiểm: Thanh Hoa & Mỹ Phương
- Thí sinh bị loại: Mỹ Phương
- Nhiếp ảnh gia: Freeman

### Tập 10
Ngày phát sóng: 2 tháng 12 năm 2010
- Đoạn quảng cáo tốt nhất: Thu Thủy
- Top nguy hiểm: Phạm Hương & Thanh Hoa
- Thí sinh bị loại: Phạm Hương
- Đạo diễn thử thách: Huy Võ, Đức Hải

### Tập 11
Ngày phát sóng: 9 tháng 12 năm 2010
- Bức ảnh đẹp nhất: Tuyết Lan
- Top nguy hiểm: Thu Trang & Giáng Hương
- Thí sinh bị loại: Giáng Hương
- Nhiếp ảnh gia: David Dougan
- Giám khảo khách mời: Adrian Anh Tuấn

### Tập 12
Ngày phát sóng: 16 tháng 12 năm 2010
- Bức ảnh đẹp nhất: Thanh Hoa
- Top nguy hiểm: Thu Trang & Tuyết Lan
- Thí sinh bị loại: Thu Trang
- Nhiếp ảnh gia: David Dougan
- Giám khảo khách mời: Randy Dobson, David Dougan

### Tập 13
Ngày phát sóng: 23 tháng 12 năm 2010
| Thí sinh          | Hóa thành        |
| ----------------- | ---------------- |
| Thu Hiền lần 1    | Bà mẹ            |
| Thu Hiền lần 2    | Bồi bàn          |
| Thanh Hoa lần 1   | Chị em song sinh |
| Thanh Hoa lần 2   | Tiểu thư         |
| Thu Thủy lần 1    | Chị em song sinh |
| Thu Thủy lần 2    | Ngôi sao         |
| Tuyết Lan lần 1   | Cô gái x-teen    |
| Tuyết Lan lần 2   | Cô gái xấu xí    |
| Huyền Trang lần 1 | Chàng trai       |
| Huyền Trang lần 2 | Đứa con          |

- Bức ảnh đẹp nhất: Huyền Trang
- Top nguy hiểm: Thanh Hoa & Thu Hiền
- Thí sinh bị loại: Thu Hiền
- Nhiếp ảnh gia: David Dougan
- Giám khảo khách mời: David Dougan, Dina

### Tập 14
Ngày phát sóng: 30 tháng 12 năm 2010
- Bức ảnh đẹp nhất: Huyền Trang
- Top nguy hiểm: Thanh Hoa & Tuyết Lan
- Thí sinh bị loại: Thanh Hoa
- Nhiếp ảnh gia: D O M

### Tập 15
Ngày phát sóng: 6 tháng 1 năm 2011

### Tập 16
Ngày phát sóng: 23 tháng 1 năm 2011
- Vietnam's Next Top Model: Huyền Trang
- Thí sinh về nhì: Tuyết Lan
- Thí sinh bị loại: Thu Thủy
- Nhiếp ảnh gia: David Dougan

## Kết quả

### Danh sách thí sinh vào nhà chung
(Tính theo tuổi khi còn trong cuộc thi)
| Thí sinh              | Tuổi | Quê quán        | Chiều cao              | Bị loại | Thứ hạng | Ghi chú |
| --------------------- | ---- | --------------- | ---------------------- | ------- | -------- | --- |
| Lại Thị Thanh Hương   | 18   | Hải Phòng       | 1,68 m (5 ft 6 in)     | Tập 4   | 15-14    | Siêu mẫu phong cách (Siêu mẫu Việt Nam 2013) Best Catwalk (Elite Model Look 2014) Tham gia Miss All Nations 2016 Trở lại All Star mùa 8 (Top 8) Tham gia The New Mentor - Người mẫu Toàn năng 2023 (Dừng vòng Pick-team)       |
| Trần Lê Hoài Thương   | 22   | TP.HCM          | 1,75 m (5 ft 9 in)     | Tập 4   | 15-14    | Top 10 Người mẫu ngôi sao tương lai 2012 |
| Bùi Thị Thu Thùy      | 19   | Hà Nội          | 1,73 m (5 ft 8 in)     | Tập 5   | 13       | |
| Nguyễn Thanh Hằng     | 18   | Hà Nội          | 1,68 m (5 ft 6 in)     | Tập 6   | 12       | Siêu mẫu ăn ảnh (Siêu mẫu Việt Nam 2011) Siêu mẫu có phong cách ấn tượng (Siêu mẫu Việt Nam 2015) |
| Bùi Thị Hoàng Oanh    | 20   | Bà Rịa-Vũng Tàu | 1,70 m (5 ft 7 in)     | Tập 7   | 11       | |
| Nguyễn Diệp Anh       | 21   | Hà Nội          | 1,67 m (5 ft 5+1⁄2 in) | Tập 8   | 10       | Quán quân Cuộc đua kỳ thú 2013 Top 4 Bước nhảy hoàn vũ 2015 Top 7 Chị đẹp đạp gió rẽ sóng (Thành đoàn) |
| Hồ Mỹ Phương          | 21   | Thừa Thiên-Huế  | 1,66 m (5 ft 5+1⁄2 in) | Tập 9   | 9        | |
| Phạm Thị Hương        | 19   | Hải Phòng       | 1,73 m (5 ft 8 in)     | Tập 10  | 8        | Quán quân F-idol 2011 Top 5 Người mẫu ngôi sao tương lai 2012 Top 5 Nữ hoàng trang sức 2013 Top 10 Hoa hậu Việt Nam 2014 Á hậu 1 Hoa hậu Thể thao Thế giới 2014 Hoa hậu Hoàn vũ Việt Nam 2015.                                 |
| Nguyễn Giáng Hương    | 20   | Phú Thọ         | 1,70 m (5 ft 7 in)     | Tập 11  | 7        | |
| Đàm Thu Trang         | 21   | Lạng Sơn        | 1,73 m (5 ft 8 in)     | Tập 12  | 6        | Miss teen được yêu thích nhất - Miss teen 2008 Hoa khôi xứ Lạng 2008 Top 20 Hoa hậu Việt Nam 2010 |
| Trần Thị Thu Hiền     | 21   | Vĩnh Phúc       | 1,72 m (5 ft 7+1⁄2 in) | Tập 13  | 5        | Quán quân Cuộc đua kỳ thú 2013 Tham gia Cuộc đua kỳ thú 2016 |
| Đỗ Thị Thanh Hoa      | 20   | Hà Nội          | 1,68 m (5 ft 6 in)     | Tập 14  | 4        | Tham gia Cuộc đua kỳ thú 2013 & 2016 Top 10 The New Mentor - Người mẫu Toàn năng 2023 - Team Lan Khuê |
| Nguyễn Thu Thủy       | 20   | Hà Nội          | 1,71 m (5 ft 7+1⁄2 in) | Tập 16  | 3        | |
| Nguyễn Thị Tuyết Lan  | 20   | TP.HCM          | 1,75 m (5 ft 9 in)     | Tập 16  | 2        | Quán quân Asian Model Search 2011 |
| Khiếu Thị Huyền Trang | 20   | Bắc Giang       | 1,78 m (5 ft 10 in)    | Tập 16  | 1        | Best Asia Model của Best Model of the World 2011 Người mẫu của năm do Ngoisao.net tổ chức (2012) Elle Style Awards 2015 Ngôi sao người mẫu Châu Á tại Fesstival Model Awards của Hàn Quốc (2015) Á quân 2 Cuộc đua kỳ thú 2014 |

### Thứ tự gọi tên
| Thứ tự | Tập         | Tập                     | Tập         | Tập         | Tập         | Tập         | Tập         | Tập         | Tập         | Tập         | Tập         | Tập         | Tập         | Tập         |
| Thứ tự | 3           | 4                       | 5           | 6           | 7           | 8           | 9           | 10          | 11          | 12          | 13          | 14          | 16          | 16          |
| ------ | ----------- | ----------------------- | ----------- | ----------- | ----------- | ----------- | ----------- | ----------- | ----------- | ----------- | ----------- | ----------- | ----------- | ----------- |
| 1      | Thu Hiền    | Thu Hiền                | Thu Thủy    | Thanh Hoa   | Thu Hiền    | Thu Trang   | Giáng Hương | Thu Thủy    | Tuyết Lan   | Thanh Hoa   | Huyền Trang | Huyền Trang | Huyền Trang | Huyền Trang |
| 2      | Diệp Anh    | Phạm Hương              | Thanh Hoa   | Thu Trang   | Tuyết Lan   | Tuyết Lan   | Huyền Trang | Thu Hiền    | Thu Hiền    | Thu Thủy    | Thu Thủy    | Thu Thủy    | Tuyết Lan   | Tuyết Lan   |
| 3      | Thanh Hương | Hoàng Oanh              | Hoàng Oanh  | Giáng Hương | Thanh Hoa   | Thanh Hoa   | Thu Thủy    | Huyền Trang | Thu Thủy    | Huyền Trang | Tuyết Lan   | Tuyết Lan   | Thu Thủy    |             |
| 4      | Hoài Thương | Mỹ Phương               | Mỹ Phương   | Mỹ Phương   | Mỹ Phương   | Giáng Hương | Tuyết Lan   | Thu Trang   | Thanh Hoa   | Thu Hiền    | Thanh Hoa   | Thanh Hoa   |             |             |
| 5      | Phạm Hương  | Thu Thùy                | Thanh Hằng  | Huyền Trang | Thu Trang   | Mỹ Phương   | Phạm Hương  | Tuyết Lan   | Huyền Trang | Tuyết Lan   | Thu Hiền    |             |             |             |
| 6      | Mỹ Phương   | Thanh Hằng              | Huyền Trang | Phạm Hương  | Huyền Trang | Huyền Trang | Thu Hiền    | Giáng Hương | Thu Trang   | Thu Trang   |             |             |             |             |
| 7      | Thanh Hoa   | Thanh Hoa               | Thu Hiền    | Diệp Anh    | Diệp Anh    | Thu Thủy    | Thu Trang   | Thanh Hoa   | Giáng Hương |             |             |             |             |             |
| 8      | Thu Trang   | Tuyết Lan               | Giáng Hương | Thu Hiền    | Phạm Hương  | Thu Hiền    | Thanh Hoa   | Phạm Hương  |             |             |             |             |             |             |
| 9      | Thu Thủy    | Thu Trang               | Tuyết Lan   | Thu Thủy    | Giáng Hương | Phạm Hương  | Mỹ Phương   |             |             |             |             |             |             |             |
| 10     | Tuyết Lan   | Huyền Trang             | Diệp Anh    | Tuyết Lan   | Thu Thủy    | Diệp Anh    |             |             |             |             |             |             |             |             |
| 11     | Thu Thùy    | Giáng Hương             | Thu Trang   | Hoàng Oanh  | Hoàng Oanh  |             |             |             |             |             |             |             |             |             |
| 12     | Thanh Hằng  | Diệp Anh                | Phạm Hương  | Thanh Hằng  |             |             |             |             |             |             |             |             |             |             |
| 13     | Giáng Hương | Thu Thủy                | Thu Thùy    |             |             |             |             |             |             |             |             |             |             |             |
| 14     | Hoàng Oanh  | Thanh Hương Hoài Thương |             |             |             |             |             |             |             |             |             |             |             |             |
| 15     | Huyền Trang | Thanh Hương Hoài Thương |             |             |             |             |             |             |             |             |             |             |             |             |

     Thí sinh chiến thắng
     Thí sinh bị loại

### Chủ đề chụp ảnh
- Tập 1 & 2: Ảnh tạo dáng toàn thân (Casting)
- Tập 3: Tạo dáng dưới mưa
- Tập 4: Ảnh chân dung vẻ đẹp
- Tập 5: Phong cách Halloween tại ngôi nhà hoang
- Tập 6: Thể thao trên không cho California Fitness & Yoga
- Tập 7: Hard Rock Café
- Tập 8: Quý bà thập niên 1940
- Tập 9: Chân dung với trăn
- Tập 10: Quảng cáo cho Unique Diamond
- Tập 11: Cô gái hoang dã trên sa mạc
- Tập 12: Tiên nữ về trời
- Tập 13: Ảnh quảng cáo cho Vespa LX 150
- Tập 14: Công chúa tuyết
- Tập 16: Ảnh bìa tạp chí Her World; Diva

## Sau Top Model
- Thanh Hương: ký hợp đồng với QD Model HCMC, BeU Models và Nomad Management. Cô làm người mẫu ảnh[1][2][3][4], được xuất hiện trong tạp chí như Mỹ Phẩm, Thế Giới Phụ Nữ,... và chụp hình quảng cáo của một số nhãn hàng như NTK Hà Linh Thư, Umbrella Fashion, Garnet Boutique,... Cô đã sải bước trên một số sàn diễn thời trang như Mango, Chung Thanh Phong[5], NTK Văn Thành Công, NTK Li Lam[6], Triển lãm Cưới Babi 2011, Emos Fashion Show, Thời Trang & Cuộc Sống[7][8][9][10][11], Thời Trang & Nhân Vật[12][13][14][15], MY DAY Show 2013, Vietnam International Fashion Week,... Ngoài ra, cô còn xuất hiện vai nhỏ trong phim Để Mai tính 2. Năm 2018, cô cùng với một số người mẫu khác dính lùm xùm vụ mặc bikini phản cảm trước mặt các cầu thủ U-23 Việt Nam trong hãng VietJet Air[16]. Hiện tại, cô đang điều hành Trung tâm Hacademy by Lại Thanh Hương.
- Hoài Thương: ký hợp đồng với QD Model HCMC. Cô làm người mẫu ảnh và đã sải bước trên một số sàn diễn thời trang như NTK Văn Hà, Elle Fashion Show, Thời Trang & Nhân Vật, Thời Trang & Cuộc Sống, Triển lãm Thời Trang & Cưới Babi 2013, Thời Trang & Đam Mê, Lynk Fashion Show 2015,... Cô đã rút khỏi ngành người mẫu từ năm 2017.
- Thu Thùy: không theo đuổi nghề người mẫu sau chương trình. Hiện tại cô đã lập gia đình.
- Thanh Hằng: làm người mẫu tự do[17][18][19][20] và đã trình diễn thời trang trong Emos Fashion Show. Cô được xuất hiện trong tạp chí và trên một số trang bìa như Cosmopolitan, F Fashion, Heritage Fashion, Thanh Niên Tuần San, Hạnh phúc gia đình,... và chụp hình quảng cáo của một số nhãn hàng như Chic-Land, Eva de Eva, KB Fashion[21], Ivy Moda[22], Thời trang Format, Rosy Belle, NTK Helene Hoài, Thời Trang Fiona, Dung Sài Gòn, G9 Moza, Bella Moda Fashion, Thời trang Sophie, Infinity - Design & Selection,... Năm 2011, cô chụp bộ ảnh nude với siêu mẫu Sơn Tùng gây những luồng dư luận đa chiều[23]. Hiện tại, cô đã rút khỏi ngành người mẫu từ năm 2020 và đang sinh sống cùng gia đình nhỏ.
- Hoàng Oanh: làm người mẫu ảnh[24][25][26][27][28] và được chụp hình cho trang bìa tạp chí Du lịch & Giải trí 8/2011. Ngoài ra, cô còn theo đuổi con đường diễn xuất khi cô đã đóng một số phim như Lệnh Xóa Sổ, Cưới ngay kẻo lỡ, Bẫy cấp 3,... Cô rút khỏi ngành người mẫu và diễn xuất từ năm 2014.
- Diệp Anh: làm người mẫu ảnh tự do và xuất hiện trên một số trang bìa tạp chí như Cosmopolitan, L'Officiel[29],... Năm 2013, cô rút khỏi ngành người mẫu và đổi nghệ danh thành Diệp Lâm Anh. Cô theo đuổi con đường âm nhạc khi cho ra mắt một số bài hát của mình, được xuất hiện trong video âm nhạc "Tìm lại bầu trời" của Tuấn Hưng và trở thành thành viên của nhóm nhạc LUNAS với bí danh Nyx. Ngoài ra, cô cũng đóng một số bộ phim như phim ca nhạc Bếp hát, điện ảnh Tết "Siêu nhân X", Con ma nhà họ Vương của đạo diễn Vũ Ngọc Đãng, Vệ sĩ Sài Gòn, Lục Vân Tiên: Tuyệt đỉnh Kungfu,... và đảm nhiệm vai trò MC của các chương trình Không giới hạn - Sasuke Việt Nam, Vietnam's Got Talent 2016, Phái mạnh Việt 2016,... cũng như nhiều hoạt động trên Showbiz Việt. Năm 2018, cô kết hôn với doanh nhân Nghiêm Đức và cuôc hôn nhân kéo dài đến năm 2022 với hai người con chung. Hiện tại, cô là mẹ đơn thân cũng như giành quyền nuôi con và còn thành công trong vai trò kinh doanh.
- Mỹ Phương: làm người mẫu ảnh[30] và sải bước trên một số sàn diễn thời trang như Vietnam Designer Fashion Week 2016, Amélie Wang Thu-Đông 2019 tại New York Fashion Week[31], NTK Sĩ Hoàng tại Sàn diễn Thời trang Quốc tế 2021,... Cô còn được chụp hình quảng cáo của một số nhãn hàng như NTK Kelly Bui, Eri International, AConcept,... và chụp hình cho tạp chí Her World, Calipso,... Ngoài ra, cô còn là đồng sáng lập của học viện Champions Academy Vietnam và sự kiện International Fashion Runway. Hiện tại, cô đã rút khỏi ngành người mẫu và đã kết hôn với bạn trai chuyển giới Phyllis Choi.
- Phạm Hương: kí hợp đồng với VC Modelling, Lipps Agency ở Los Angeles, Heffner Management ở Seattle và Renew Artists ở Hawaii với nghệ danh "Bee". Cô làm người mẫu ảnh[32] và được xuất hiện trong tạp chí và trên một số trang bìa trong nước như Elle, Đẹp, Cosmopolitan, Her World, Golf&Life, Heritage Fashion, Travellive, Style, Tiếp Thị & Gia Đình,... và ngoài nước như Dé Modé Italia, Dé Modé Ấn Độ, TheRichest.com Mỹ, Miami Living Mỹ, Moevir Pháp,... Cô còn được chụp hình quảng cáo của một số nhãn hàng như Tran Hung, Comfort, Trina Turk, Velvel Heart Los Angeles,... và sải bước trên một số sàn diễn thời trang như NTK Đỗ Long[33], Duyên dáng Việt Nam, Kỷ niệm 18 năm của NTK Hoàng Hải, Elle Fashion Show, Arab Fashion Week[34], Fashionology Festival 2017,... Ngoài ra, cô còn nhận được chiếc cúp danh giá do khán giả bình chọn ở hạng mục Beauty trong đêm gala Her World Young Woman Achiever 2016, thử sức với vai trò là nhà thiết kế với BST Girl Boss[35][36], là đại sứ thương hiệu của nhiều nhãn hàng quảng cáo nổi tiếng, đảm nhiệm vai trò Host của Hoa hậu Hoàn Vũ Việt Nam 2017 và đảm nhiệm vai trò huấn luyện viên của cuộc thi Gương mặt thương hiệu 2016 & The Look Vietnam. Cô đã rút khỏi ngành người mẫu từ năm 2021 và hiện tại đang sinh sống cùng gia đình nhỏ và mở một cửa hàng hoa tại Los Angeles.
- Giáng Hương: đã chụp ảnh lookbook cho một số thương hiệu thời trang như Zalora, DK Sansan & Gisy, Cecilia Pham, NTK Ngô Thái Bảo Loan[37], Keybee, NTK Vân Anh Scarlet, Kailuxury, NTK Jenny K Tran,... và sải bước trên một số sàn diễn thời trang như Ivy Moda Thu-Đông 2016, Lễ hội Áo dài 2016, Vietnam International Fashion Week,... Ngoài ra, cô cùng em trai là nhiếp ảnh gia mở studio chụp hình Be Studio tại Hà Nội và TP.HCM. Hiện tại, cô đã rút khỏi ngành người mẫu từ năm 2021 và kết hôn với Giám đốc sản xuất chương trình Ryan Hubris.
- Thu Trang: chủ yếu làm người mẫu ảnh tự do[38][39][40][41]. Ngoài ra, cô cũng theo đuổi con đường âm nhạc khi ra mắt một số bài hát mới của mình. Cô đã rút khỏi ngành người mẫu từ năm 2013 và hiện tại đã kết hôn với doanh nhân & đại gia Nguyễn Quốc Cường.
- Thu Hiền: kí hợp đồng với Nomad Management, Portfolios Casting Agency, Metropolitan Models ở Paris, Upfront Models & Phantom Management ở Singapore. Cô đã sải bước trên một số sàn diễn thời trang của NTK Franck Sorbier, NTK Đan Hà[42], NTK Trần Hùng[43][44], Elle Fashion Show, Đẹp Fashion Runway, Emos Fashion Show, Thời Trang & Đam Mê, Phong Cách & Cuộc Sống[45], Thời Trang & Cuộc Sống[46], Tuần lễ thời trang cưới 2016[47], Vietnam International Fashion Week[48],... Cô còn được xuất hiện trong chiến dịch quảng cáo của một số nhãn hàng như Vespa, Parkson, Samsung[49], F2 Fashion & Freedom, Vietnam Motor Show 2014, NTK Helene Hoài[50], NTK Đỗ Long[51], Juliane Kunze, PUSW, NTK Vĩnh Thụy[52],... và xuất hiện trong tạp chí và trên một số trang bìa trong nước như Elle, Cosmopolitan, Đẹp, Her World, Thế giới văn hóa, Thế Giới Người Nổi Tiếng, Men&Life, Golf&Life, Tiếp Thị & Gia Đình, Style, Du lịch & Giải trí, Gentlemen - Fashion, Heritage Fashion,... và ngoài nước như Glow Singapore, Travel+Leisure Southeast Asia,... Ngoài ra, cô cũng được xuất hiện trong video âm nhạc "Model (Take My Picture)" của Hà Anh và là gương mặt đại diện của kênh fashion TV tại Việt Nam. Hiện tại, cô đã rút khỏi ngành người mẫu từ năm 2024 và đã lập gia đình.
- Thanh Hoa: chủ yếu làm người mẫu ảnh tự do sau chương trình. Ngoài ra, cô còn hoạt động với tư cách là Stylist thời trang & nhà thiết kế với biệt danh Pông Chuẩn cho nhiều người nổi tiếng và đảm nhận vai trò cho nhiều tạp chí thời trang nổi tiếng như: Style, Hàng hiệu, Sành điệu, Heritage Fashion,... Ngoài ra, cô còn được xuất hiện trong video âm nhạc "Model (Take My Picture)" của Hà Anh. Hiện tại, cô đã kết hôn với diễn viên & vũ công Tùng Min và cả 2 đã được chụp hình cho tạp chí Harper's Bazaar 11/2023[53].
- Thu Thủy: đã chụp hình cho một số nhiếp ảnh gia và được chụp hình một số tạp chí bao gồm Cosmopolitan, One 2 Fly,... Cô trở thành gương mặt đại diện của một số nhãn hàng như bộ sưu tập của túi xách Ipa-Nima Xuân-Hè 2012[54], Chula Fashion,... và đã sải bước trên một số sàn diễn thời trang như bộ sưu tập áo dài của NTK Sĩ Hoàng, Wephobia Xuân-Hè 2015, Tuần lễ thời trang Thu đông Việt Nam 2011, Elle Fashion Show, Thời Trang & Đam Mê, Show tốt nghiệp Học viện Thiết kế và Thời trang London, Hairshow Goldwell 2015, Lễ hội Áo dài 2016, Vietnam International Fashion Week,... Cô đã rút khỏi ngành người mẫu từ năm 2019 và đang sinh sống cùng gia đình nhỏ của mình.
- Tuyết Lan: kí hợp đồng với BeU Models, Wilhelmina Models ở New York, Elite Model Management ở Barcelona, Phantom Management[55], Cal-Carries Models & Ave Management ở Singapore. Cô đã sải bước trên một số sàn diễn thời trang của Eva De Eva Xuân-Hè 2012[56], Thời Trang & Đam Mê[57], Elle Fashion Show, Sence Fahion Show, Emos Fashion Show, Fashion Voyage[58], New York Fashion Week[59][60][61] của nhà thiết kế Elena Vasilevsky, Sushma Patel, Tia Cibani Thu 2013, Park Choon Moo FW13, Juan Carlos Obando FW13, Elie Tahari FW13, Erin Fetherston FW14, Carmen Marc Valvo SS16,... và là người mẫu Việt đầu tiên trình diễn cho bộ sưu tập Xuân-Hè 2021 của Louis Vuitton tại Singapore. Tuyết Lan còn được xuất hiện trong chiến dịch quảng cáo của một số nhãn hàng như Velenciani, Versace, Đỗ Mạnh Cường, Thomas Wylde Xuân-Hè 2014[62], Nordstrom Rack, NTK Adrian Anh Tuấn[63], NTK Minh Hiếu[64], NTK Lê Thanh Hòa[65],... và xuất hiện trong tạp chí và trên một số trang bìa trong nước như Đẹp[66][67][68][69], Elle[70][71], Harper's Bazaar[72][73], L'Officiel, Her World, Cosmopolitan, Style[74],... và ngoài nước như Rogue China[75], Sicky, Superior, Elle, Pink Revista US[76], Pulp Canada[77], Vogue Thái Lan, Vogue Singapore, Her World Singapore,... Ngoài ra, cô được Tạp chí Thể Thao Văn Hóa & Đàn Ông trao giải thưởng Babe of The Years 2012 với tiêu chí là gương mặt trẻ có những nỗ lực để đạt thành công vượt bậc và cùng với Mâu Thủy, Quang Đại, Hương Ly, Thùy Dương (thay thế) làm Huấn luyện viên chương trình người mẫu nhí Model Kid Vietnam 2019[78]. Năm 2024, cô kết hôn lần hai với bác sĩ thẩm mỹ Nguyễn Thiện Khanh và hiện tại là đồng sáng lập của công ty người mẫu Mod Management[79].
- Huyền Trang: kí hợp đồng với CA Models, Light On Agency, New Version Model Management ở Florida, Mannequin Studio ở Singapore, Oxygen Model Management ở Luân Đôn[80] và Why Not Model Management ở Milan[81]. Cô đã xuất hiện trong một số chiến dịch quảng cáo cho nhiều nhãn hàng trong[82] và người nước[83][84][85][86] và được sải bước trên một số sàn diễn thời trang của Zalora, Roberto Cavalli, NTK An Đinh[87], NTK Phi Phạm[88], NTK Trần Hùng[89], Thời Trang & Đam Mê[90], Elle Fashion Show, Sence Fahion Show, Emos Fashion Show, Đẹp Fashion Runway, Vietnam International Fashion Week, London Fashion Week[91], Milan Fashion Week[92][93], Mercedes-Benz Fashion Week New York,... Cô còn được xuất hiện trong tạp chí và trên một số trang bìa trong nước như Đẹp[94][95], Elle, Harper's Bazaar[96], L'Officiel[97], Her World, Heritage Fashion, Cosmopolitan, Elle Men[98], Nữ Doanh Nhân[99],... và ngoài nước như Wove UK[100], Vogue UK, Harper's Bazaar Singapore[101], Singapore Women's Weekly[102], Men's Health Italia[103], Nylon Philippines[104],... Ngoài ra, Trang Khiếu được xuất hiện trong video âm nhạc "Model (Take My Picture)" của Hà Anh, cũng thử sức với vai trò là nhà thiết kế với hai BST Just me & Trang Khiếu Collection (TKC)[105] nhận được rất nhiều ủng hộ từ giới thời trang trong và ngoài nước và đoạt giải "Người mẫu xuất sắc nhất châu Á" tại Asia Festival Model Awards 2015. Hiện tại, cô đã rút khỏi ngành người mẫu từ năm 2019 và đang sinh sống cùng gia đình nhỏ tại Anh Quốc.

### Tham gia cuộc thi khác
- Thanh Hương: Miss Parkson 2011[106][107], Supermodel International 2012, Siêu mẫu Việt Nam 2011, Siêu mẫu Việt Nam 2013 (Siêu mẫu phong cách)[108], Elite Model Look Vietnam 2014 (Best Catwalk)[109][110], "Tôi là diễn viên 2015" của Truyền hình Vĩnh Long (Top 8), Hoa hậu Các Quốc gia 2016 (Top 12 cùng với giải "Trang phục dân tộc đẹp nhất")[111], Mùa All Star (Top 8), Vua đầu bếp 2017 (Top 16), The New Mentor 2023 - Người Mẫu Toàn Năng,...
- Hoài Thương: Người đẹp phụ nữ thời đại 2011, Người mẫu ngôi sao tương lai 2012 (Top 10).
- Thanh Hằng: Siêu mẫu Việt Nam 2011 (Siêu mẫu ăn ảnh), Siêu mẫu Việt Nam 2015 (Siêu mẫu có trình diễn ấn tượng).
- Thu Thùy: Mùa 5 (vòng sơ tuyển)
- Diệp Anh: Hoa khôi thể thao 2012, Cuộc đua kỳ thú 2013 (Quán quân), Bước nhảy hoàn vũ 2015 (Hạng 4), Chị đẹp đạp gió rẽ sóng (Hạng 7)
- Phạm Hương: Thần tượng thời trang F-idol 2011[112] (Quán quân), Người Mẫu Ngôi Sao Tương Lai 2012 (Top 5), Nữ hoàng Trang sức 2013 (Top 5), Hoa hậu Đông Nam Á 2013, Miss World Sport 2014 (Á hậu 1), Hoa hậu Việt Nam 2014 (Top 10), Hoa hậu Hoàn vũ Việt Nam 2015 (Quán quân cùng với giải phụ "Người đẹp Biển"), đại điện Việt Nam dự thi Hoa hậu Hoàn vũ 2015 (được người hâm mộ đặt cho danh hiệu "Hoa hậu Quốc dân").
- Thu Trang: Hoa hậu các Dân tộc Việt Nam 2011[113], Tôi là... người chiến thắng 2013.
- Thu Hiền: Cuộc đua kỳ thú 2013 (Quán quân), Cuộc đua kỳ thú 2016 (Hạng 7).
- Thanh Hoa: Be Style - Be Stylist 2013 (giải Nhì), Cuộc đua kỳ thú 2013 (Hạng 6), Cuộc đua kỳ thú 2016 (Hạng 5), The New Mentor 2023 - Người Mẫu Toàn Năng (Top 11).
- Tuyết Lan: Elite Model Look 2011[114], Asian Model Search 2011 (Quán quân)[115].
- Trang Khiếu: Best Model Of The World 2011 với Ngọc Tình (Best Asian), Cuộc đua kỳ thú 2014 (Hạng 3)